# جیمی رایان
جیمی رایان (انگلیسی: Jimmy Ryan؛ زادهٔ ۶ سپتامبر ۱۹۸۸) بازیکن فوتبال اهل جمهوری ایرلند است. وی در پست خط میانی بازی می‌کند.
از باشگاه‌هایی که در آن بازی کرده‌است می‌توان به باشگاه فوتبال شروزبری تاون، و باشگاه فوتبال چسترفیلد، باشگاه فوتبال آکرینگتون استنلی، باشگاه فوتبال اسکانتورپ یونایتد، باشگاه فوتبال لیورپول، باشگاه فوتبال شروزبری تاون، و باشگاه فوتبال فلیتوود اشاره کرد.
وی همچنین در تیم ملی فوتبال زیر ۲۱ سال جمهوری ایرلند بازی کرده‌است.